# Delfines del Carmen
Delfines Fútbol Club – meksykański klub piłkarski z siedzibą w mieście Ciudad del Carmen, w stanie Campeche. Obecnie występuje na drugim szczeblu rozgrywek – Ascenso MX. Domowe mecze rozgrywa na obiekcie Estadio del Mar (obecnie tymczasowo na Estadio Delfín del Campus II de la Unacar).

## Historia
Klub został utworzony 18 sierpnia 2012 przez właściciela firm Grupo Delfines i AMRH Internacional Soccer, Amado Yáñeza. Od początku ściśle współpracował z miejskim i stanowym rządem oraz placówką Universidad Autónoma del Carmen w Ciudad del Carmen. Od razu przystąpił do rozgrywek trzeciej ligi meksykańskiej – Segunda División. W maju 2013 Yáñez wykupił od koncernu Grupo Salinas licencję ekipy Neza FC, mistrza drugiej ligi meksykańskiej (który po przegranym dwumeczu o awans z La Piedad pozostał ostatecznie na zapleczu pierwszej ligi), przenosząc go razem z wszystkimi piłkarzami do Ciudad del Carmen i zmieniając nazwę na Delfines Fútbol Club. Swoje spotkania musiał rozgrywać na Estadio Delfín del Campus II de la Unacar, na czas trwania budowy Estadio del Mar. W drugiej lidze – Ascenso MX – drużyna zadebiutowała 19 lipca 2013 przegranym 0:1 domowym meczem z Méridą.

## Aktualny skład
Stan na 1 września 2013.
| Nr | Poz. | Piłkarz                      |
| -- | ---- | ---------------------------- |
| 1  | BR   | Jorge Bernal                 |
| 2  | OB   | Daniel Valdéz                |
| 3  | OB   | Diego Cervantes              |
| 4  | OB   | Juan Francisco Mendoza       |
| 5  | OB   | Alberto Lucio                |
| 6  | PO   | Mitchel Oviedo               |
| 7  | PO   | Diego Andrei Mejía (kapitan) |
| 8  | PO   | Ignacio Carrasco             |
| 9  | NA   | Rodrigo Prieto               |
| 10 | NA   | Jesús Gómez                  |
| 11 | NA   | Ricardo Michel Vázquez       |
| 13 | PO   | Rodolfo Vilchis              |
| 14 | OB   | Raúl Rico                    |
| 15 | PO   | Ismael Pineda                |
| 16 | PO   | Jorge Ibarra                 |
| 17 | BR   | Miguel Ángel Fraga           |

| Nr | Poz. | Piłkarz                  |
| -- | ---- | ------------------------ |
| 18 | PO   | Juan Carlos Mariño       |
| 19 | PO   | Bernardo Sainz           |
| 20 | OB   | Hiram Jazael Quintero    |
| 22 | PO   | Pedro Valverde           |
| 23 | PO   | Julio César Atilano      |
| 24 | BR   | Alejandro Arredondo      |
| 26 | PO   | Geovanne de Jesús Flores |
| 27 | PO   | José Antonio Rosas       |
| 28 | PO   | Carlos Pinto             |
| 30 | PO   | Omar Vásquez             |
| 31 | OB   | Fernando Alessandro Luna |
| 32 | NA   | José Sabas López         |
| 35 | OB   | Leonardo Bedolla         |
| 36 | BR   | Luis Eduardo Martínez    |
| 39 | PO   | Pedro Hernández          |
| 40 | NA   | Diego Castellanos        |

## Trenerzy
- José Marroquín (od 2012)